# 디크라이오사우루스
디크라이오사우루스(Dicraeosaurus)는 중생대 쥐라기 후기에 살았던 대형 초식공룡이다. 용반목-용각형아목-용각하목-디크레오사우루스과에 속한다. 학명은 '두 갈래로 나뉜 도마뱀'이라는 의미를 갖는다. 또는 등이 솟은 도마뱀이라는 뜻을 갖고 있다. 간혹 디크레오사우루스나 디크라에오사우루스로 표기되기도 한다.
튼튼한 두 갈래의 등뼈가 솟아 있고 그 줄기를 따라서 양쪽으로 갈라진 돌기가 솟아 있다. 화석은 아프리카의 탄자니아에서 발굴되었다. 전체 몸 길이는 최대13m, 키는 7m이고 몸무게는 15t이 나갔던 거대한 공룡이다. 1914년에 발굴되어 독일의 훔볼트 박물관에 전시되기도 하였던 공룡이다.

## 특징
디크라이오사우루스는 용각류 중에서는 소형에 속한다. 외형은 기나긴 꼬리를 가지고 있어서 디플로도쿠스를 닮았지만, 몸은 디플로도쿠스처럼 길지는 않았으며, 전체 몸 길이에 대한 목 길이가 짧은 편이다. 그래서 디플로도쿠스에 비해선 먹이를 먹는 높이의 제한을 받았다.
주로 먹는 먹이는 나무의 나뭇가지에 달린 열매와 잎, 키가 작은 식물이나 잎이 뾰족한 침엽수의 잎 등을 먹었다. 디플로도쿠스와 비교해 보면, 전체 몸 길이에 대한 목 길이가 짧은 편이다. 그래서 키가 작은 식물이나 잎이 뾰족한 침엽수의 잎 등을 곧잘 먹었다. 두툼한 앞발은 높은 나무를 잡아 나뭇잎을 먹을 때 이용하였다. 짧은 목에 비해 꼬리는 길고 굵었다.
육중한 꼬리는 휘둘러 위협하면 몸집이 큰 공룡도 도망가곤 하였다. 큰 몸집부터 육식공룡들로부터 위압감을 주기엔 충분했으며 기나긴 꼬리는 육식공룡이 자신을 공격할 때 유용하게 쓰이는 방어무기가 되었을 것이다. 이 공룡은 먹이를 소화하기 위해 위석을 삼켰던 걸로 나오며 또한 무리생활을 하였고 큰몸집과 길다란 꼬리로 육식공룡인 피식자들로부터 자신을 방어하였다.

## 디크라이오사우루스가 가지는 의의
디크레오사우루스는 디플로도쿠스와는 달리 짦은목을 가진 특징이 있어 공룡의 연구에 큰 도움을 주는 공룡이며 앞으로 발견되는 공룡들에 있어 큰 해답을 주었다. 또한 아프리카에 살았던 용각류로서 그러한 의미가 크며 앞으로도 좋은 공룡의 연구 자료에 쓰일 것이다.